# Acropora plumosa
Acropora plumosa är en korallart som beskrevs av Wallace och Wolstenholme 1998. Acropora plumosa ingår i släktet Acropora och familjen Acroporidae. IUCN kategoriserar arten globalt som sårbar. Inga underarter finns listade i Catalogue of Life.